# Station Brzeźnica nad Wartą
Station Brzeźnica nad Wartą is een spoorwegstation in de Poolse plaats Stara Brzeźnica.